# Rick Wakeman
Richard Christopher Wakeman, più noto come Rick Wakeman (Perivale, 18 maggio 1949), è un tastierista e compositore britannico, importante esponente del progressive rock degli anni settanta. Oltre che per una brillante carriera da solista, è noto soprattutto per aver fatto parte degli Yes nel periodo d'oro della band, primi anni settanta, contribuendo alla realizzazione di album come Fragile, Close to the Edge e Going for the One.

## Biografia
Cugino di Alan Wakeman, anche lui musicista, si è formato come pianista classico, passando in seguito alle tastiere e ai sintetizzatori. Soprannominato "lunga chioma bionda", sia per la capigliatura fluente sia per la statura, Wakeman ha iniziato la carriera di musicista professionista nel 1969, suonando nei gruppi Warhorse e The Strawbs; nel 1971 si unì a Jon Anderson, Chris Squire, Bill Bruford e Steve Howe entrando a far parte degli Yes. Il rapporto di Wakeman con il gruppo è stato sempre turbolento, con almeno quattro abbandoni e successivi ritorni. Nel 2002 è tornato a far parte della band per la quinta volta per poi abbandonarli definitivamente 3 anni dopo. Verso la fine degli anni ottanta Wakeman partecipò al progetto di "rifondazione degli Yes classici", realizzato da Jon Anderson col nome Anderson Bruford Wakeman Howe, suonando nell'unico album in studio della formazione e nel successivo live.
La carriera solista di Wakeman, lunga e prolifica, fu caratterizzata da alcuni successi soprattutto a metà anni Settanta: il disco strumentale The Six Wives of Henry VIII (1973, oltre sei milioni di copie vendute), The Myths and Legends of King Arthur and the Knights of the Round Table (1975) e Journey to the Centre of the Earth (1974, oltre dodici milioni di copie vendute). Ha suonato spesso come ospite o session man per artisti molto diversi fra loro, come David Bowie, Elton John, Cat Stevens, Lou Reed, i Black Sabbath, John Williams, Al Stewart ed i Brotherhood of Man.
Wakeman ha utilizzato il Mellotron, tastiera elettronica basata sulla riproduzione continua di suoni registrati su nastro. È stato l'inventore, insieme a David Biro, del Birotron, uno strumento a tastiera che superò vari limiti e difficoltà del Mellotron, ma che non ebbe successo commerciale anche per il contemporaneo avvento delle tastiere e dei sintetizzatori alla fine degli anni Settanta.
Come dimostrato dai brani che ha inciso ed eseguito dal vivo più volte nel corso della sua carriera, Wakeman è anche un grandissimo improvvisatore: ne sono un esempio Merlin the Magician, Hearth of the Sunrise, South Side of the Sky, Journey to the Centre of the Earth, Catherine Parr, Anne Boleyn e Wurm. Senz'altro uno dei massimi solisti al Minimoog, è anche un personalissimo interprete del Clavinet e un esempio ne è l'episodio dopo la terza Narrazione di The Journey, da Journey to the Centre of the Earth, più volte documentato su CD e su DVD.
Nella sua produzione più recente, vi sono vari album legati al genere New Age e numerosi album per pianoforte solo, come Country Airs, The Piano Album, The Yes Piano Variations, Prelude to a Century, Heritage Suite e Chronicles of Man.
In Italia ha collaborato negli anni '90 con Mario Fasciano, pubblicando i due album Black Knights At The Court Of Ferdinand IV nel 1989 e Stella bianca alla corte di re Ferdinando nel 1999 con il brano Stella bianca scritto per il testo da Mario Castelnuovo; i due musicisti hanno anche realizzato insieme un tour acustico.
È stato direttore della squadra di calcio londinese del Brentford F.C. Alla fine degli anni Settanta è entrato in società con altri musicisti come Paul Simon e Peter Frampton per acquisire la squadra di calcio statunitense dei Philadelphia Fury. Inoltre da tempo è un noto tifoso del Napoli.
Nel 2011 Wakeman ha collaborato, registrando e arrangiando accanto alla mente e batterista dei Fiaba Bruno Rubino l'album di debutto della cantante italiana Valentina Blanca.
Wakeman ha sempre manifestato pubblicamente la sua preferenza politica per la destra, si è dichiarato sostenitore ufficiale del Partito Conservatore, per cui si è anche esibito durante la tornata elettorale del 2006. Inoltre è assertore dell'introduzione della pena di morte per gli spacciatori di droga. Fa parte sia della Massoneria sia dei Templari. 

## Stile musicale
Lo stile di Rick Wakeman è un rock progressivo sinfonico ambizioso e magniloquente che fa largo uso delle tastiere, strumento di cui è fra i più noti virtuosi. Molti suoi album sono opere concettuali che si ispirano a tematiche storiche, fantasy, religiose e mitologiche nonché colonne sonore per il cinema e il teatro. Se The Six Wives of Henry VIII (1973), Journey to the Centre of the Earth (1974) e The Myths and Legends of King Arthur and the Knights of the Round Table (1975) sono ancora radicati nel rock progressivo, i dischi seguenti sono molto più meditativi e confinano nella musica new age: segno di un affiancamento dell'artista alla dottrina Born Again Christian. Nonostante questa conversione, che è rimasta inalterata negli anni ottanta, sono suoi occasionali ritorni al rock sinfonico e rivisitazioni in chiave dance di brani altrui come conferma Rhapsodies (1979). AllMusic cita l'artista fra gli esponenti dell'art rock.

## Discografia

### Con gli Strawbs
- Dragonfly (A&M Records 1970)
- Recollection (live 1970, Witchwood Records 2006)
- Just a Collection of Antiques and Curios (live 1970, A&M Records 1970)
- From the Witchwood (A&M Records 1971)
- Live At The BBC - Vol. 2 (live 1971, Ims-Polydor 2010)

### Con gli Yes
- Fragile (Atlantic 1972)
- Close to the Edge (Atlantic 1972)
- Yessongs (live, Atlantic 1973)
- Tales from Topographic Oceans (Atlantic 1974)
- Going for the One (Atlantic 1977)
- Tormato (Atlantic 1978)
- Yesshows (live, Atlantic 1980)
- Union (Arista 1991)
- Keys to Ascension (parzialmente live, BMG/CMC International Records 1996)
- Keys to Ascension 2 (parzialmente live, Cleopatra 1997)
- Keystudio (Sanctuary Records 2001)
- Live at Montreux 2003 (2007)

### Con Anderson Bruford Wakeman Howe
- Anderson Bruford Wakeman Howe (1989)
- An Evening of Yes Music Plus (2000)

### Con i Black Sabbath
- Sabbath Bloody Sabbath (1973)

### Con Ozzy Osbourne
- Ozzmosis (1995)

### Con David Bowie
- Space Oddity (1969)
- Hunky Dory (1971)

### Con David Cousins
- Wakeman & Cousins - Hummingbird (2002)

### Solista

#### Album in studio
- 1971 - Piano Vibrations
- 1973 - The Six Wives of Henry VIII
- 1974 - Journey to the Centre of the Earth
- 1975 - The Myths and Legends of King Arthur and the Knights of the Round Table
- 1975 - Lisztomania
- 1976 - No Earthly Connection
- 1977 - Rick Wakeman's Criminal Record
- 1979 - Rhapsodies
- 1981 - The Burning
- 1981 - 1984 (ispirato al romanzo di George Orwell)
- 1982 - Rock 'n' Roll Prophet
- 1983 - Cost of Living
- 1983 - G'olè!
- 1985 - Silent Nights
- 1986 - Country Airs
- 1986 - Crimes of Passion
- 1987 - The Family Album
- 1988 - Time Machine
- 1988 - Black Knights at the Court of Ferdinand IV (con Mario Fasciano)
- 1989 - Sea Airs
- 1990 - Night Airs
- 1990 - In the Beginning
- 1990 - Phantom Power
- 1991 - Aspirant Sunset
- 1991 - Aspirant Sunrise
- 1991 - Aspirant Sunshadows
- 1992 - 2000 A.D. Into the Future
- 1993 - Heritage Suite
- 1994 - Prayers
- 1995 - The Seven Wonders of the World
- 1995 - Cirque Surreal
- 1995 - Visions
- 1996 - Fields of Green
- 1996 - Tapestries
- 1997 - Vignettes
- 1998 - Themes
- 1999 - Return to the Centre of the Earth
- 1999 - Stella Bianca alla corte di Re Ferdinando (con Mario Fasciano)
- 2000 - Preludes to a Century
- 2000 - Chronicles of Man
- 2001 - Out of the Blue
- 2002 - The Wizard and the Forest of All Dreams
- 2003 - Out There
- 2009 - Past, Present and Future
- 2017 - Piano Portraits
- 2018 - Piano Odyssey
- 2020 - The Red Planet
- 2024 - Yessonata

#### Raccolte
- 1991 Suntrilogy
- 1993 Classic Tracks
- 1994 Rick Wakeman's Greatest Hits
- 1995 The Private Collection
- 1996 Voyage
- 1999 The Natural World Trilogy
- 1999 The Art in Music Trilogy
- 2000 Recollections: The Very Best of Rick Wakeman 1973-1979 (raccolta)
- 1991 The Classical Connection (riedizioni di lavori precedenti)

#### Album dal vivo
- 1985 - Live at Hammersmith
- 1994 - Live on the Test
- 1995 - Almost Live in Europe
- 1995 - King Biscuit Flower Hour -- In Concert (live, inciso nel 1975)
- 2000 - Rick Wakeman Live in Concert 2000
- 2005 - Rick Wakeman at Lincoln Cathedral
- 2007 - Live at the BBC
- 2012 - In The Nick Of Time: Live in 2003

#### Album di cover
- 1997 Tribute (riedizioni di brani dei Beatles)
- 1996 The New Gospels
- 2000 Christmas Variations'